# غاري واربورتون
غاري واربورتون (بالإنجليزية: Gary Warburton)‏ هو لاعب دوري الرغبي أسترالي، ولد في 15 نوفمبر 1987 في غريفيث في أستراليا.